# Palonín
Palonín (in tedesco Pollein) è un comune della Repubblica Ceca facente parte del distretto di Šumperk, nella regione di Olomouc.